# Iskra (azienda)

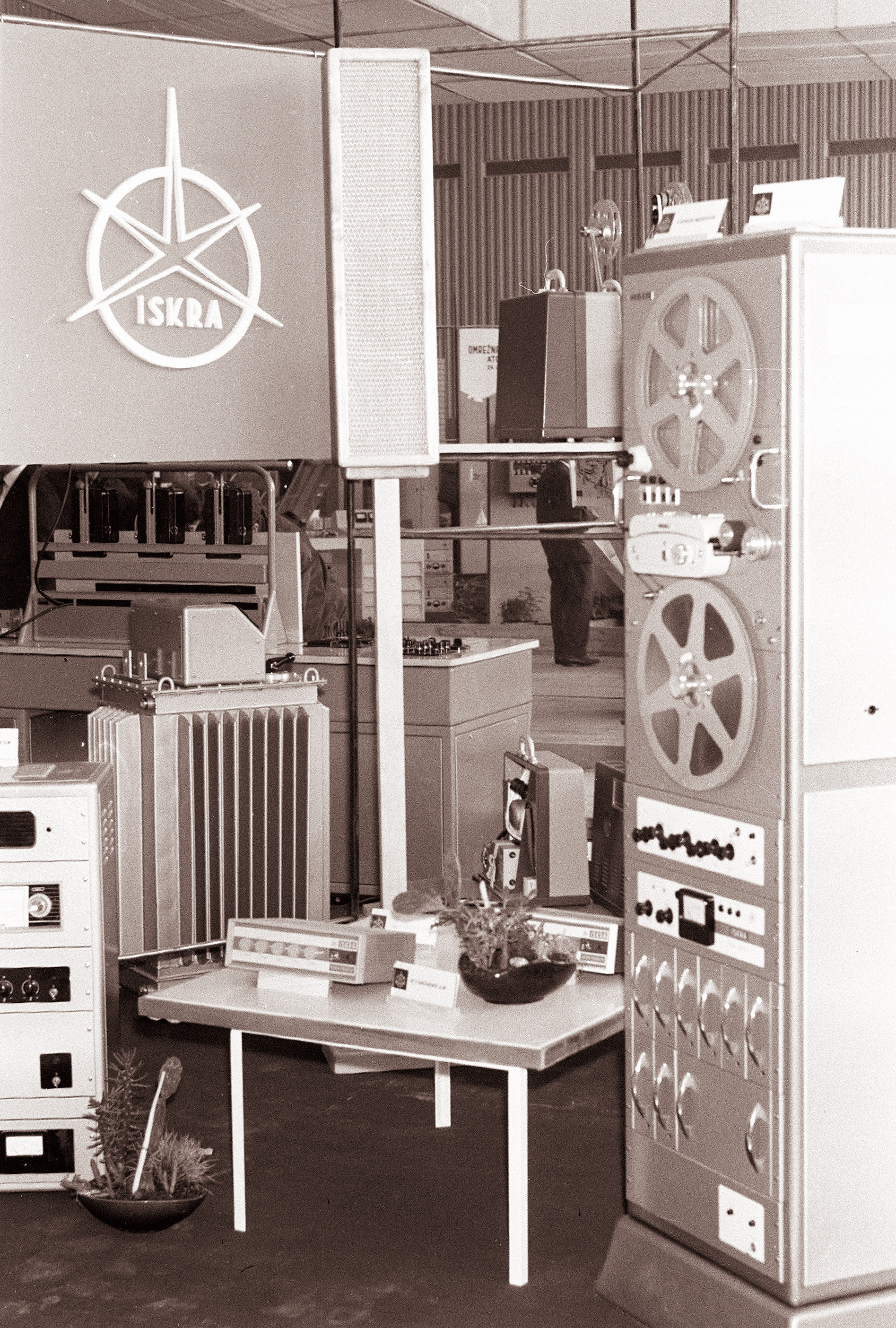
Stand di Iskra alla Fiera internazionale dell'elettronica moderna a Lubiana nel 1961

Iskra (in italiano scintilla) era un'azienda della Jugoslavia ed ora della Slovenia di elettromeccanica, telecomunicazioni, elettronica e automazione. L'azienda è stata fondata nel 1946.

## Azienda
Il numero dei dipendenti è passato da un iniziale 800 a più di 35.000 (a partire dal 1987). Iskra era quindi una delle più grandi società industriali jugoslave ed una delle principali società di esportazione del paese. Negli anni '80 il 30% circa della produzione veniva esportato in un totale di 78 paesi. In Germania l'azienda era presente principalmente con i contatori elettrici, in Austria anche con i telefoni.
L'azienda aveva ufficialmente sede a Lubiana e la più grande fabbrica Iskra era a Kranj. Altri stabilimenti si trovavano a Idrija, Vrhnika, Sežana, Nova Gorica, Semič e Horjul.
Produceva un'ampia varietà di dispositivi e sistemi elettrici, inclusi motori elettrici, motorini di avviamento, alternatori, contatori elettrici, componenti elettronici come condensatori e tubi, utensili elettrici, sistemi telefonici, telefoni, computer e televisori. Negli anni '60 produsse anche radio.